# Mariensteiner (Rebsorte)
Die Weißweinsorte Mariensteiner ist eine Neuzüchtung aus den Sorten Silvaner × Müller-Thurgau.
Die ursprünglichen Angaben des Züchters, es handele sich um eine Kreuzung von Silvaner und Rieslaner, konnten durch die 2012 veröffentlichte DNA-Analyse widerlegt werden. Sie wurde im Jahre 1951 von Hans Breider an der Bayerischen Landesanstalt für Weinbau und Gartenbau in Würzburg gekreuzt. 1971 wurde die Sorte geschützt und in die Sortenliste eingetragen. Ihr Name wurde in Anlehnung an die Festung Marienberg hoch über Würzburg und die auf der anderen Mainseite gelegene Spitzenlage Würzburger Stein kreiert. Angebaut wird die Sorte fast nur im deutschen Anbaugebiet Franken. Betrug die bestockte Rebfläche in Deutschland im Jahr 1999 noch 9 Hektar, so lag sie 2013 nur noch bei 2 Hektar.
Die spätreifende Sorte hat hohe Lageansprüche. Sie ist anfällig gegen den Echten Mehltau (Oidium), aber kaum anfällig gegen die Grauschimmelfäule (Botrytis cinerea). Außerdem verträgt sie in hohem Maße Kalk.
Der aus ihr gekelterte, häufig säurebetonte (→ Säure (Wein)), zartfruchtige und rassige Wein besitzt ein eher zurückhaltendes Sorten-Bouquet.
Synonyme: Zuchtnummer WÜ B 51-7-3
Abstammung: Silvaner x Müller-Thurgau